# Джузеппе Пеано
Джузеппе Пеано (27 серпня 1858, Спінетта — 20 квітня 1932, Турин) — італійський математик, лінгвіст і логік. Автор понад 200 книг/праць. Був засновником математичної логіки та теорії множин. Член Туринської академії наук.
Стандартна аксіоматизація натуральних чисел названа аксіомами Пеано на його честь. 
Він вніс ключовий внесок у сучасну сувору та систематичну обробку методу математичної індукції.
Більшу частину своєї кар'єри він провів викладаючи математику в Туринському університеті. Він також написав міжнародну допоміжну мову «Latino sine flexione» («латинська без зворотів»), що є спрощеною версією класичної латини. Більшість його книг та статей написані латиною без зворотів, інші — італійською.
Досліджував основні поняття та твердження аналізу (питання про, можливо, ширші умови існування рішень диференціальних рівнянь, поняття похідної та інші). Займався формально-логічним обґрунтуванням математики, піонер і пропагандист символічної логіки. 
Пеано та його учні, втілюючи ідеї Ґ. Лейбніца, викладали математику в точній символічній формі, без слів. Важливий внесок зробив Пеано і в арифметику, створивши в 1891 році систему аксіом натурального ряду чисел, яка тепер називається системою аксіом Пеано, а також в геометрію, встановивши основи, на яких можна здійснити логічну побудову геометрії Евкліда.
Перший збудував неперервну (жорданову) криву, яка повністю заповнює квадрат (крива Пеано).
У 1887 Пеано ввів дуже загальне поняття векторнозначних функцій точкових множин і визначив для них поняття похідної та інтеграла, які при відповідних уточненнях можуть розглядатися тепер як поняття похідної однієї функції множини за другою та інтеграла Лебега — Стілтьєса.
На його честь названо астероїд 9987 Пеано.

## Біографія
Пеано народився і виріс на фермі в Спінетті. Селище зараз є частиною території Кунео, П'ємонт, Італія. Він відвідував Кавурську класичну старшу школу («Liceo classico Cavour») в Турині і вступив до Туринського університету в 1876 році, закінчивши його в 1880 році з високими відзнаками. Після цього Університет працевлаштував його для надання допомоги у навчанні спочатку Енріко Д'Овідіо, а потім Анджело Ґеноккі на кафедрі математичного аналізу. Через погане самопочуття Ґеноккі Пеано викладав курс протягом двох років. Його перша велика праця — підручник з обчислення — була опублікована в 1884 році і приписувалась Ґеноккі.
Кілька років потому Пеано опублікував свою першу книгу, присвячену математичній логіці. Тут вперше з’явилися сучасні символи об’єднання та перетину множин.

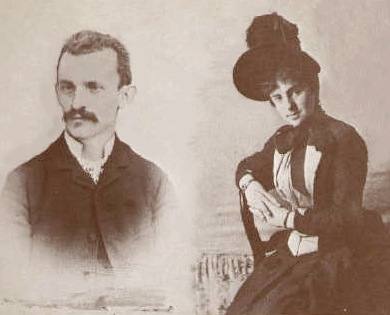
Джузеппе Пеано та його дружина Карола Крозіо в 1887 році

У 1887 році Пеано одружився з Каролою Крозіо, дочкою туринського художника Луїджі Крозіо, відомого зображенням Мадонни. У 1886 році він почав викладати паралельно у Королівській військовій академії і був підвищений до професора першого класу в 1889 році. Цього ж року він опублікував аксіоми Пеано — офіційну основу для збору натуральних чисел. Наступного року Туринський університет призначив його на повну професорську посаду. 
Крива Пеано була опублікована в 1890 році як перший приклад кривої заповнення простору, яка продемонструвала, що одиничний інтервал і одиничний квадрат мають однакову потужність. Сьогодні це розуміється як ранній приклад того, що називають фракталом.
У 1890 р. Пеано заснував журнал «Rivista di Matematica», який опублікував свій перший номер у січні 1891 р. У 1891 році Певно розпочав проект «Формуларіо» (італ. Formulario mathematico). Це мала бути «Енциклопедія математики», що містить усі відомі формули та теореми математичної науки із використанням стандартного позначення, винайденого Пеано.
У 1897 році в Цюриху відбувся Перший Міжнародний Конгрес Математиків. Пеано був ключовим учасником, представляючи роботу з математичної логіки. Він також почав все більше займатися «Формуларіо» на шкоду іншій своїй роботі.
У 1898 році він подав до Академії запис про двійкову нумерацію та здатність її використовувати для представлення звуків мов. Він також був настільки розчарований затримками публікацій (через його вимогу друкувати формули в один рядок), що придбав друкарський верстат.
У Парижі в 1900 р. відбувся Другий Міжнародний Конгрес Математиків. Конференції передувала Перший Міжнародний Філософський Конгрес, де Пеано був членом патронатного комітету. Він представив статтю, яка поставила питання про правильно сформовані визначення в математиці, тобто «як ти визначаєш визначення?». Це стало одним із головних філософських інтересів Пеано за все життя.
На конференції Пеано зустрів Бертрана Расселла і передав йому копію «Формуларіо». Расселл був вражений новаторськими логічними символами Пеано, і після конференції він пішов у відставку, «щоб спокійно вивчати кожне слово, написане ним або його учнями». Студенти Пеано Маріо П'єрі та Алессандро Падоа також мали доповіді, представлені на філософському конгресі. Що стосується математичного конгресу, Пеано не виступав. Було запропоновано резолюцію, яка закликає до формування «міжнародної допоміжної мови» для сприяння поширенню математичних (і комерційних) ідей; Пеано це повністю підтримав.
До 1901 року він був на піку своєї математичної кар'єри. Він досягнув успіхів у галузі аналізу, основ та логіки, зробив багато внесків у викладання числення, а також зробив внесок у галузі диференціальних рівнянь та векторного аналізу. Пеано зіграв ключову роль у аксіоматизації математики і був провідним піонером у розвитку математичної логіки. 

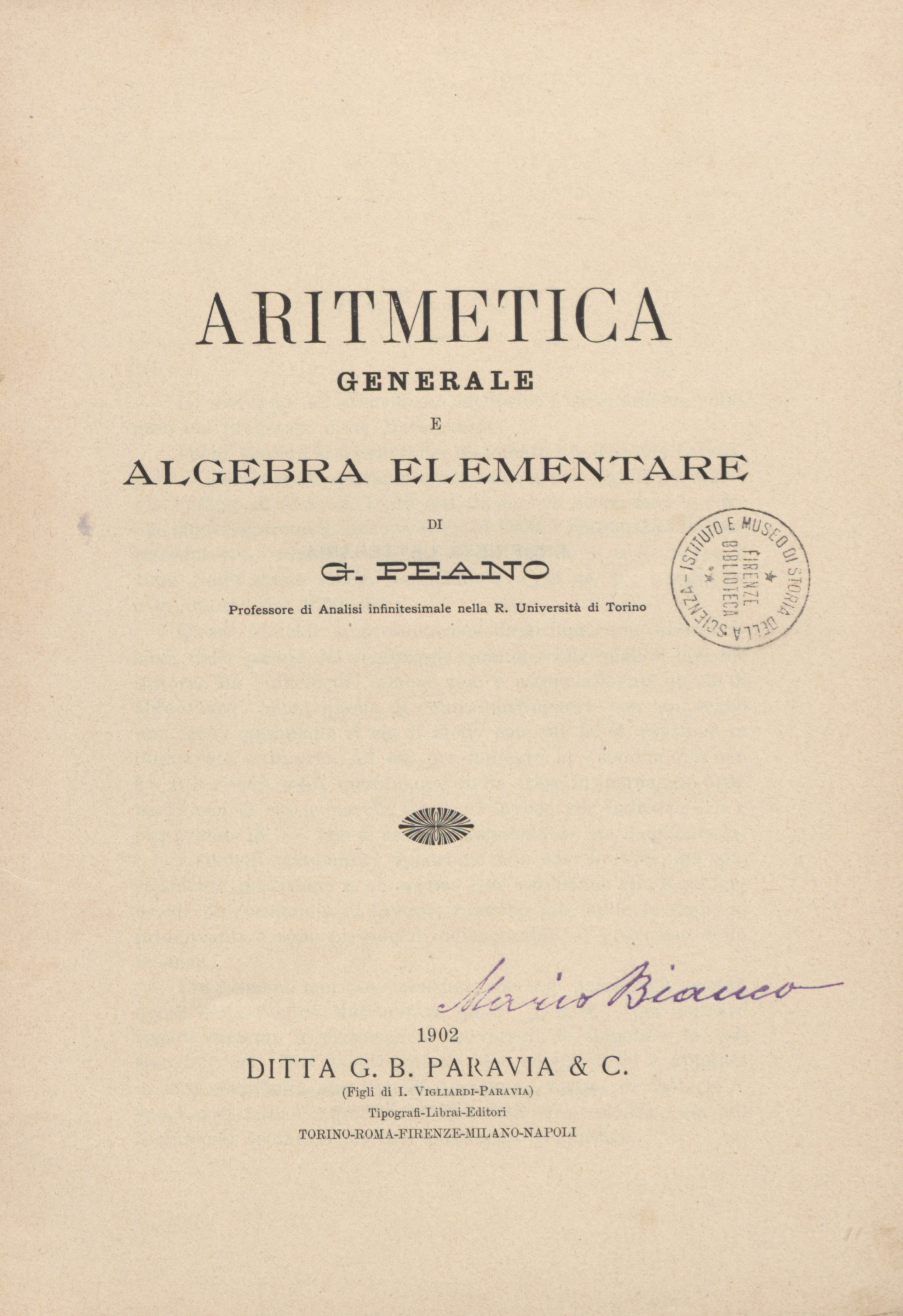
Загальна арифметика та елементарна алгебра, 1902

Пеано брав активну участь у проекті «Формуларіо», і його вчення почало страждати. Насправді через те, що він вирішив викладати свої нові математичні символи, обчисленням на його курсі нехтували. В результаті він був звільнений з Королівської військової академії, але зберіг свою посаду в Туринському університеті.
У 1903 р. Пеано оголосив про свою роботу над міжнародною допоміжною мовою, що називається «Latino sine flexione» («латинська без звороту», пізніше названа «Інтерлінгва»). Для нього це був важливий проект (разом із пошуком авторів для «Формуларіо»). Ідея полягала в тому, щоб використовувати латинську лексику, оскільки вона була широко відомою, але максимально спростити граматику та видалити всі неправильні та аномальні форми, щоб полегшити навчання.
3 січня 1908 року він прочитав документ до Туринської академії наук, в якому почав виступати на латинській мові і, описуючи кожне спрощення, ввів його у свою промову так, що до кінця він розмовляв своєю новою мовою.
1908 рік був важливим для Пеано. Тоді було опубліковано п’яте і останнє видання проекту «Формуларіо» під назвою «Формулювання математики». Він містив 4200 формул і теорем. Усі повністю сформульовані і більшість з них доведено. Книзі було приділено мало уваги, оскільки більша частина змісту була датована цим часом. Однак вона залишається вагомим внеском у математичну літературу. Коментарі та приклади написані латинською без звороту.
Також у 1908 році Пеано обійняв кафедру вищого аналізу в Турині (період його викладання мав тривати лише два роки). Його було обрано директором Академії інтерлінгви. Попередньо створивши ідіом-неутраль, Академія фактично вирішила відмовитись від нього на користь «Latino sine flexione» Пеано.
Після смерті матері в 1910 році Пеано розподілив свій час на викладання, роботу над текстами, спрямованими на середню школу, включаючи словник математики, та розробку й просування своєї та інших допоміжних мов, ставши шанованим членом міжнародного руху допоміжних мов. Він використав своє членство в Національній академії деї Лінчеї щоб представити статті, написані друзями та колегами, які не були членами (Академія записувала та публікувала всі викладені роботи на сесіях).
Протягом 1913–1918 рр. Пеано опублікував декілька статей, що стосувались залишкового терміну для різних числових квадратурних формул, і представив ядро Пеано.
У 1925 році Пеано неофіційно перевів кафедри з нескінченно малого числення на додаткову математику — область, яка більше відповідала його поточному стилю математики. Цей крок став офіційним у 1931 році.
Джузеппе Пеано продовжував викладати в Туринському університеті до дня перед смертю, коли він переніс смертельний серцевий напад.

## Отримані віхи та почесті
- 1881: Опубліковано перший документ.
- 1884: Диференціальне числення та принципи інтегрального числення.[13]
- 1887: Геометричні додатки нескінченно малого числення.[14]
- 1889: Призначений професором І класу у Королівській військовій академії.
- 1889: Арифметичні принципи: пояснено новий метод.[15]
- 1890: Призначений професором нескінченно малого числення в Туринському університеті.
- 1891: Вступив до Туринської академії наук.
- 1893: Уроки нескінченно малого аналізу, 2 т.[16]
- 1895: Підвищений до рядового професора.
- 1901: Став кавалером ордена Святих Маврикія та Лазаря.
- 1903: Анонсував Latino sine flexione.
- 1905: Став кавалером ордена Корони Італії. Обраний членом-кореспондентом Національної Академії деї Лінчеї в Римі, що є найвищою італійською відзнакою для вчених.
- 1908: П’яте та останнє видання «Формулювання математики».
- 1917: Став офіцером Корони Італії.
- 1921: Підвищений до Комендатора Корони Італії.

## Зовнішні посилання
- Твори Giuseppe Peano у проєкті «Гутенберг»
- Твори та інформація про Джузеппе Пеано у Інтернет-архіві
- Джон Дж. О'Коннор та Едмунд Ф. Робертсон. Джузеппе Пеано в архіві MacTutor (англ.)
- Джузеппе Пеано(англ.) у проєкті «Математична генеалогія».
- Kennedy, Hubert (2002). Twelve articles on Giuseppe Peano (PDF). San Francisco: Peremptory Publications. Архів оригіналу (PDF) за 26 березня 2012. Процитовано 8 квітня 2012. Collection of articles on life and mathematics of Peano (1960s to 1980s).
- Instituto Pro Latino Sine Flexione [Архівовано 30 вересня 2010 у Wayback Machine.]